# Record de France de natation messieurs du 4 × 50 mètres 4 nages
Le record de France de natation sportive messieurs pour l'épreuve du 4 × 50 mètres 4 nages concerne les records obtenus par les athlètes dans cette épreuve en bassin de 25 mètres.

## Bassin de 25 mètres
| Temps         | Laps    | Athlète               | Naissance | Âge | Club | Compétition               | Lieu     | Date             |
| ------------- | ------- | --------------------- | --------- | --- | ---- | ------------------------- | -------- | ---------------- |
| 1 min 39 s 87 |         |                       |           |     |      | Championnats d'Europe (s) | Riesa    | 12 décembre 2002 |
|               | 25 s 81 | Pierre Roger          | 1983      | 19  |      |                           |          |                  |
|               | 27 s 52 | Hugues Duboscq        | 1981      | 21  |      |                           |          |                  |
|               | 24 s 45 | Christophe Lebon      | 1982      | 20  |      |                           |          |                  |
|               | 22 s 09 | Romain Barnier        | 1976      | 26  |      |                           |          |                  |
| 1 min 38 s 67 |         |                       |           |     |      | Championnats d'Europe (s) | Debrecen | 13 décembre 2007 |
|               | 25 s 39 | Camille Lacourt       |           |     |      |                           |          |                  |
|               | 27 s 15 | Hugues Duboscq        |           |     |      |                           |          |                  |
|               | 24 s 03 | Christophe Lebon      |           |     |      |                           |          |                  |
|               | 22 s 10 | Antoine Galavtine     | 1985      | 22  |      |                           |          |                  |
| 1 min 34 s 45 |         |                       |           |     |      | Championnats d'Europe (s) | Rijeka   | 11 décembre 2008 |
|               | 24 s 36 | Pierre Roger          | 1983      | 25  |      |                           |          |                  |
|               | 26 s 62 | Hugues Duboscq        | 1981      | 27  |      |                           |          |                  |
|               | 23 s 11 | Antoine Galavtine     | 1985      | 23  |      |                           |          |                  |
|               | 20 s 36 | Fabien Gilot          | 1984      | 24  |      |                           |          |                  |
| 1 min 33 s 52 |         |                       |           |     |      | Championnats d'Europe (f) | Rijeka   | 11 décembre 2008 |
|               | 24 s 38 | Pierre Roger          | 1983      | 25  |      |                           |          |                  |
|               | 26 s 06 | Hugues Duboscq        | 1981      | 27  |      |                           |          |                  |
|               | 22 s 37 | Frédérick Bousquet    | 1981      | 27  |      |                           |          |                  |
|               | 20 s 71 | Alain Bernard         | 1983      | 25  |      |                           |          |                  |
| 1 min 32 s 13 |         |                       |           |     |      | Championnats d'Europe (f) | Istanbul | 10 décembre 2009 |
|               | 23 s 34 | Benjamin Stasiulis    | 1986      | 23  |      |                           |          |                  |
|               | 26 s 20 | Hugues Duboscq        | 1981      | 28  |      |                           |          |                  |
|               | 22 s 13 | Frédérick Bousquet    | 1981      | 28  |      |                           |          |                  |
|               | 20 s 46 | Amaury Leveaux        | 1985      | 24  |      |                           |          |                  |
| 1 min 31 s 25 |         |                       |           |     |      | Championnats du monde (f) | Doha     | 4 décembre 2014  |
|               | 23 s 41 | Benjamin Stasiulis    | 1986      | 28  |      |                           |          |                  |
|               | 25 s 74 | Giacomo Perez-Dortona | 1989      | 25  |      |                           |          |                  |
|               | 22 s 06 | Mehdy Metella         | 1992      | 22  |      |                           |          |                  |
|               | 20 s 04 | Florent Manaudou      | 1990      | 24  |      |                           |          |                  |